# Natation synchronisée aux Jeux olympiques d'été de 1992
Navigation
Séoul 1988 Atlanta 1996
Deux épreuves de  natation synchronisée ont eu lieu lors des Jeux olympiques d'été de 1992 à Barcelone, le solo et le duo.

## Tableau des médailles
| Rang | Pays       | Médaille d'or | Médaille d'argent | Médaille de bronze | Total |
| 1    | États-Unis | 2             | 0                 | 0                  | 2     |
| 2    | Canada     | 1             | 1                 | 0                  | 2     |
| 3    | Japon      | 0             | 0                 | 2                  | 2     |

## Résultats

### Solo
| Médaille           | Nom                  | Pays       | Points  |
| ------------------ | -------------------- | ---------- | ------- |
| Médaille d'or      | Kristen Babb-Sprague | États-Unis | 191,848 |
| Médaille d'or      | Sylvie Fréchette     | Canada     | 191,717 |
| Médaille de bronze | Fumiko Okuno         | Japon      | 187,056 |

Note: l'attribution de la médaille d'or du solo en natation synchronisée a été l'objet d'une controverse. Lors du programme technique, une juge brésilienne a donné 8.7 au lieu de 9.7 à Sylvie Fréchette, à la suite d'une erreur de frappe. Malgré ses demandes, la juge n'a pas pu faire corriger cette note qui avait déjà été affichée. Cette différence de 1 point a fait passer Sylvie Fréchette à la seconde place derrière Kristen Babb-Sprague, la championne olympique de cette discipline. À la suite d'une plainte du Canada, une décision du Comité international olympique a décidé d'attribuer une médaille d'or à Sylvie Fréchette en décembre 1993, tout en conservant celle de Kristen Babb-Sprague,.

### Duo
| Médaille           | Nom                             | Pays       | Points  |
| ------------------ | ------------------------------- | ---------- | ------- |
| Médaille d'or      | Sarah Josephson Karen Josephson | États-Unis | 192,175 |
| Médaille d'argent  | Vicky Vilagos Penny Vilagos     | Canada     | 189,394 |
| Médaille de bronze | Fumiko Okuno Aki Takayama       | Japon      | 186,868 |